# Svizzera ai Giochi della VIII Olimpiade
La Svizzera partecipò ai Giochi della VIII Olimpiade, svoltisi a Parigi dal 4 maggio al 27 luglio 1924,  
con una delegazione di 141 atleti, di cui 5 donne, impegnati in 17 discipline,
aggiudicandosi 7 medaglie d'oro, 8 medaglie d'argento e 10 medaglie di bronzo.

## Medagliere

### Per discipline
| Sport             | Oro | Argento | Bronzo | Totale |
| ----------------- | --- | ------- | ------ | ------ |
| Ginnastica        | 2   | 2       | 3      | 7      |
| Lotta libera      | 2   | 1       | 2      | 5      |
| Canottaggio       | 2   | 0       | 3      | 5      |
| Equitazione       | 1   | 1       | 0      | 2      |
| Atletica leggera  | 0   | 2       | 0      | 2      |
| Sollevamento pesi | 0   | 1       | 1      | 2      |
| Calcio            | 0   | 1       | 0      | 1      |
| Tiro              | 0   | 0       | 1      | 1      |
| Totale            | 7   | 8       | 10     | 25     |

### Medaglie
| Medaglia | Atleta | Sport             | Evento                       |
| -------- | --- | ----------------- | ---------------------------- |
| Oro      | Édouard Candeveau Alfred Felber Émile Lachapelle                                                                   | Canottaggio       | Due con maschile             |
| Oro      | Émile Albrecht Alfred Probst Eugen Sigg Hans Walter Émile Lachapelle                                               | Canottaggio       | Quattro con maschile         |
| Oro      | Alphonse Gemuseus                                                                                                  | Equitazione       | Salto ostacoli individuale   |
| Oro      | Josef Wilhelm | Ginnastica        | Cavallo con maniglie         |
| Oro      | August Güttinger                                                                                                   | Ginnastica        | Parallele simmetriche        |
| Oro      | Hermann Gehri | Lotta libera      | Pesi welter                  |
| Oro      | Fritz Hagemann | Lotta libera      | Pesi medi                    |
| Argento  | Paul Martin | Atletica leggera  | 800 metri piani              |
| Argento  | Willy Schärer | Atletica leggera  | 1500 metri piani             |
| Argento  | Svizzera | Calcio            | Torneo Maschile              |
| Argento  | Alphonse Gemuseus Werner Stuber Hans Bühler Hans von der Weid                                                      | Equitazione       | Salto ostacoli a squadre     |
| Argento  | Jean Gutweninger                                                                                                   | Ginnastica        | Cavallo con maniglie         |
| Argento  | Jean Gutweninger                                                                                                   | Ginnastica        | Sbarra                       |
| Argento  | Henri Wernli | Lotta libera      | Pesi massimi                 |
| Argento  | Fritz Hünenberger                                                                                                  | Sollevamento pesi | Pesi massimi-leggeri         |
| Bronzo   | Josef Schneider | Canottaggio       | Singolo maschile             |
| Bronzo   | Rudolf Bosshard Heinrich Thoma                                                                                     | Canottaggio       | Due di coppia maschile       |
| Bronzo   | Émile Albrecht Alfred Probst Eugen Sigg Hans Walter                                                                | Canottaggio       | Quattro senza maschile       |
| Bronzo   | Antoine Rebetez | Ginnastica        | Cavallo con maniglie         |
| Bronzo   | August Güttinger                                                                                                   | Ginnastica        | Salita alla fune             |
| Bronzo   | August Güttinger Jean Gutweninger Hans Grieder Georges Miez Josef Wilhelm Otto Pfister Carl Widmer Antoine Rebetez | Ginnastica        | Concorso a squadre maschile  |
| Bronzo   | Otto Müller | Lotta libera      | Pesi welter                  |
| Bronzo   | Charles Courant | Lotta libera      | Pesi medio-massimi           |
| Bronzo   | Arthur Reinmann | Sollevamento pesi | Pesi piuma                   |
| Bronzo   | Josias Hartmann | Tiro              | Carabina piccola individuale |

## Risultati

### Calcio
| Atleta | Classifica |                     |
| --- | --- | ------------------- |
| V · D · M Nazionale svizzera · Calcio ai Giochi Olimpici Estivi 1924 P Pulver · P Schär · D Gottenkieny · D Haag · D Ramseyer · D Reymond · D Weiler · C Mengotti · C Oberhauser · C Pollitz · C Schmiedlin · A Abegglen · A Bédouret · A Dietrich · A Ehrenbolger · A Fässler · A Kramer · A Pache · A Sturzenegger · CT : Duckworth | Argento |                     |
| Nazionale svizzera · Calcio ai Giochi Olimpici Estivi 1924 | |                     |
| P Pulver · P Schär · D Gottenkieny · D Haag · D Ramseyer · D Reymond · D Weiler · C Mengotti · C Oberhauser · C Pollitz · C Schmiedlin · A Abegglen · A Bédouret · A Dietrich · A Ehrenbolger · A Fässler · A Kramer · A Pache · A Sturzenegger · CT: Duckworth                                                                       | P Pulver · P Schär · D Gottenkieny · D Haag · D Ramseyer · D Reymond · D Weiler · C Mengotti · C Oberhauser · C Pollitz · C Schmiedlin · A Abegglen · A Bédouret · A Dietrich · A Ehrenbolger · A Fässler · A Kramer · A Pache · A Sturzenegger · CT: Duckworth | Svizzera (bandiera) |

### Pallanuoto
| Atleta | Classifica                                                         |                     |
| --- | ------------------------------------------------------------------ | ------------------- |
| V · D · M Nazionale maschile svizzera di pallanuoto · Giochi olimpici - Parigi 1924 Biefer · Demiéville · Girod · Kopp · Mondet · Moret · Wyss · CT : - | 12°                                                                |                     |
| Nazionale maschile svizzera di pallanuoto · Giochi olimpici - Parigi 1924                                                                               |                                                                    |                     |
| Biefer · Demiéville · Girod · Kopp · Mondet · Moret · Wyss · CT: -                                                                                      | Biefer · Demiéville · Girod · Kopp · Mondet · Moret · Wyss · CT: - | Svizzera (bandiera) |